# Burias
Burias è un'isola delle Filippine con una superficie totale di 424 km². È una delle tre isole maggiori della provincia di Masbate. Le altre due isole maggiori sono l'isola di Masbate (3.290 km²) e l'isola di Ticao (334 km²).
L'isola è divisa in due municipalità: Claveria e San Pascual.
Il punto più alto dell'isola è il Monte Engañoso, alto 333 m s.l.m..